# 3041 Webb
3041 Webb este un asteroid din centura principală, descoperit pe 15 aprilie 1980 de Edward Bowell.